# NGC 6569
NGC 6569 is een bolvormige sterrenhoop in het sterrenbeeld Boogschutter. Het hemelobject werd op 13 juli 1784 ontdekt door de Duits-Britse astronoom William Herschel.
Deze bolvormige sterrenhoop bevindt zich in het westelijke tuitgedeelte van het gemakkelijk herkenbare asterisme Theepot (Teapot) dat het centrale onderdeel van het sterrenbeeld Boogschutter vormt. Tijdens de culminatie van de Theepot klimt NGC 6569, gezien vanuit de Benelux, tot 7 graden boven de zuidelijke horizon.
Net ten westen, op iets minder dan een graad vanaf NGC 6569, is de bolvormige sterrenhoop NGC 6558 te vinden.

## Synoniemen
- GCl 91
- ESO 456-SC77